# Helmut Reefschläger
Helmut Reefschläger (* 8. April 1944 in Detmold; † 3. Dezember 2015 in Rastatt) war ein deutscher Schachspieler. 1985 wurde ihm der Titel Internationaler Meister verliehen.

## Leben
Obwohl Helmut Reefschläger erst mit 16 Jahren in Detmold sein erstes Schachturnier spielte, belegte er bereits zwei Jahre später Platz fünf bei den bundesdeutschen Jugendmeisterschaften. Auch bei späteren Turnieren hatte er einige Erfolge vorzuweisen, so wurde er viermal (1974, 1976, 1977 und 1978) niedersächsischer Einzelmeister. In Menden 1974 holte er bei der Deutschen Einzelmeisterschaft 50 Prozent. Er gewann die Open-Turniere in Eastbourne 1964 und 1965, Bad Pyrmont 1973, Bad Waldliesborn 1977, Großhansdorf 1985 und Sulzfeld 2000. Zwischen 1974 und 1978 war Reefschläger als INGO-Sachbearbeiter des Niedersächsischen Schachverbandes tätig.
Er spielte Anfang der 1970er Jahre für Tempo Göttingen. In der viergleisigen 1. Bundesliga spielte Reefschläger in den 1970er Jahren für den Hannoverschen SK und die SG Porz, mit der er 1979 deutscher Mannschaftsmeister wurde. In der eingleisigen Bundesliga trat er von 1980 bis 1982 weiter für die SG Porz an, mit der er 1982 erneut die deutsche Mannschaftsmeisterschaft gewann und auch am European Club Cup 1980/82 und 1983/84 teilnahm, von 1982 bis 1995 für den Hamburger SK, mit dem er 1987 den deutschen Mannschaftspokal gewann, und von 1995 bis 1997 für den Delmenhorster Schachklub.
Zuletzt spielte Reefschläger in der zweiten Mannschaft der OSG Baden-Baden und arbeitete dort als Schachtrainer. Davor war er bei der SGEM Rochade Kuppenheim aktiv.
Mit der deutschen Nationalmannschaft nahm er an der Mannschaftseuropameisterschaft 1983, dem Mitropapokal 1982, dem Nordic Chess Cup 1976 und der Mannschaftsmeisterschaft der EWG 1978 teil. Bei der EWG-Mannschaftsmeisterschaft 1978 gewann er mit der Mannschaft und erreichte gleichzeitig das beste Einzelergebnis am zweiten Brett.
Die Hecht-Reefschläger-Variante in der Französischen Verteidigung ist nach ihm benannt. Reefschläger promovierte 1973 an der Georg-August-Universität Göttingen mit dem mathematischen Thema „Berechnung der Anzahl der 1-Spitzen der paramodularen Gruppen 2-ten Grades“.